# Fabienne Keller
Fabienne Keller nascuda Griesmar (Sélestat, 1959) és una política alsaciana. El 1979 estudià a la Politècnica d'Estrasburg i es graduà en econòmiques a la Universitat de Berkeley. De 1985 a 1988 treballà al Ministeri d'Agricultura i a la direcció general del Tresor del Ministeri d'Hisenda francès. El 1996 fou nomenada directora del Crèdit Comercial de França, càrrec que deixà el 2001, quan fou escollida alcaldessa d'Estrasburg per les llistes de la Unió pel Moviment Popular, així com presidenta delegada de la Comunitat Urbana d'Estrasburg. A les eleccions municipals de 2008 va perdre l'alcaldia en mans de Roland Ries.
El 1991 havia militat en la UDF, amb la qual fou escollida membre del Consell General del Baix Rin el 1992 i del Consell Regional d'Alsàcia el 1998-2002. Formà part de la llista de François Bayrou a les eleccions al Parlament Europeu de 1999. El 2004 fou escollida senadora del Baix Rin.